# Gmina Foča-Ustikolina
Gmina Foča-Ustikolina (bośn. Općina Foča-Ustikolina) – gmina w Bośni i Hercegowinie, w kantonie bośniacko-podrińskim. W 2013 roku liczyła 1933 mieszkańców.